# Le Continent fantastique
Pour plus de détails, voir Fiche technique et Distribution.
Le Continent fantastique (Viaje al centro de la Tierra) est un film d'aventure fantastique espagnol écrit et réalisé par Juan Piquer Simón, sorti en 1976.

## Fiche technique
- Titre original : Viaje al Centro de la Tierra
- Titre français : Le Continent fantastique
- Réalisation : Juan Piquer Simón
- Scénario : John Melson, Charles Puerto et Juan Piquer Simon, d'après le roman Voyage au centre de la Terre de Jules Verne
- Direction artistique : Emilio Ruiz del Río
- Décors : Francisco Prósper et Emilio Ruiz del Río
- Costumes : Gumersindo Andrés
- Photographie : Andrés Berenguer
- Montage : Derek Parsons et María Luisa Soriano
- Musique : Juan Carlos Calderón et Juan José García Caffi
- Société de production : Almena Films
- Société de distribution :
- Pays d'origine : Espagne
- Langue originale : espagnol
- Format : couleur (Eastmancolor) - 1,37 : 1
- Durée : 90 minutes
- Dates de sortie :
  -  ? : 1er janvier 1977
  -  France : 15 août 1977

## Distribution
- Kenneth More : LE professeur Lindenbrook
- Pep Munné : André
- Yvonne Sentis : Sophie
- Jack Taylor : Olsen
- Frank Braña : Yann
- Lone Fleming et José Cafarel